# Berta anteplaga
Berta anteplaga är en fjärilsart som beskrevs av Louis Beethoven Prout 1916. Berta anteplaga ingår i släktet Berta och familjen mätare. Inga underarter finns listade i Catalogue of Life.